# Paraboloida

Dwie przykładowe paraboloidy oraz walec paraboliczny

Paraboloida – nieograniczona powierzchnia drugiego stopnia, powstała przez przesuwanie paraboli po innej paraboli, leżącej w prostopadłej płaszczyźnie i mającej równoległą oś symetrii.
Wyróżnia się dwa typy paraboloid, zależnie od wzajemnego skierowania tworzących parabol:
- paraboloida eliptyczna, w której tworzące parabole są skierowane zgodnie;
- paraboloida hiperboliczna, w której tworzące parabole są skierowane w przeciwne strony.

Szczególnym przypadkiem paraboloidy eliptycznej jest paraboloida obrotowa.
Paraboloidy mają jedną oś symetrii.